# Gallirallus pacificus
Gallirallus pacificus là một loài chim đã tuyệt chủng trong họ Rallidae.
Loài này đã sinh sống ở Tahiti. Loài này được ghi lại lần đầu tiên trong chuyến hành trình thứ hai của James Cook trên khắp thế giới (1772-1775), trên đó được minh họa bởi Georg Forster và được mô tả bởi Johann Reinhold Forster. Không có mẫu vật đã được bảo quản. Cũng như các tài liệu của Forsters, đã có tuyên bố rằng loài chim này cũng tồn tại trên đảo Mehetia gần đó. Loài chim Tahiti dường như có liên quan chặt chẽ với, và có lẽ bắt nguồn từ đường ray băng, và cũng bị nhầm lẫn trong lịch sử với các phân loài Tongan của loài chim đó.
Loài chim này dài 9 inch (23 cm) và màu sắc của nó là không bình thường đối với các loài trong chi này. Phần dưới, cổ họng và siêu hình giống như lông mày có màu trắng và phần trên có màu đen với các chấm và dải màu trắng. Gáy (hoặc cổ sau) có màu nâu đỏ (màu rỉ sét), ức màu xám và nó có một dải màu đen ngang cổ họng. Mỏ và mống mắt có màu đỏ và chân có màu hồng. Loài này được cho là không bay, và làm tổ trên mặt đất. Chúng được cho là đã được nhìn thấy ở các khu vực mở, đầm lầy và trong các đồn điền dừa. Chế độ ăn dường như bao gồm chủ yếu là côn trùng và đôi khi là cơm dừa. Sự tuyệt chủng của loài chim này có lẽ là do con người săn mồi và việc du nhập mèo và chuột. Nó dường như đã tuyệt chủng một thời gian sau năm 1844 trên Tahiti, và có lẽ vào cuối những năm 1930 trên Mehetia.

## Hình ảnh

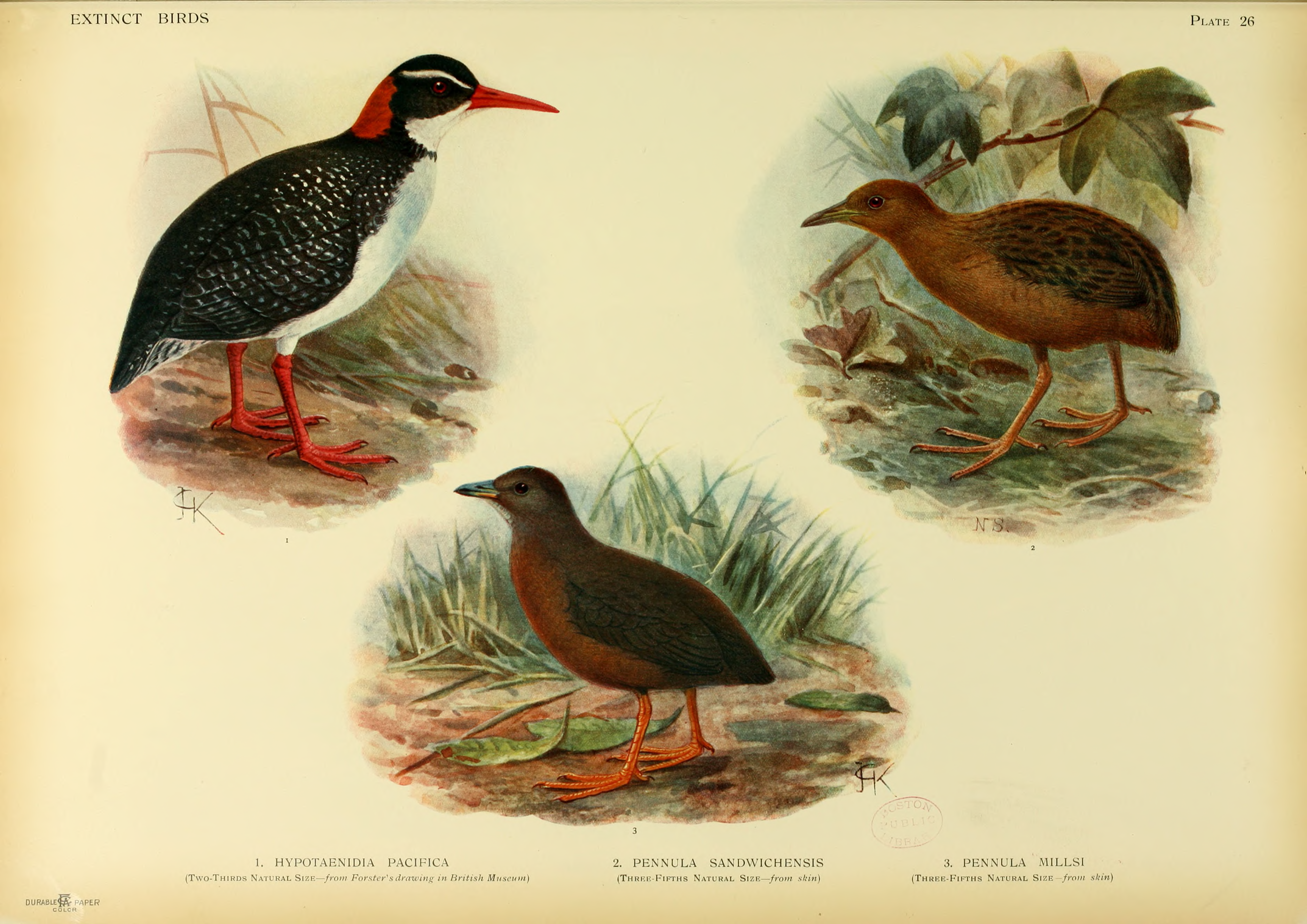
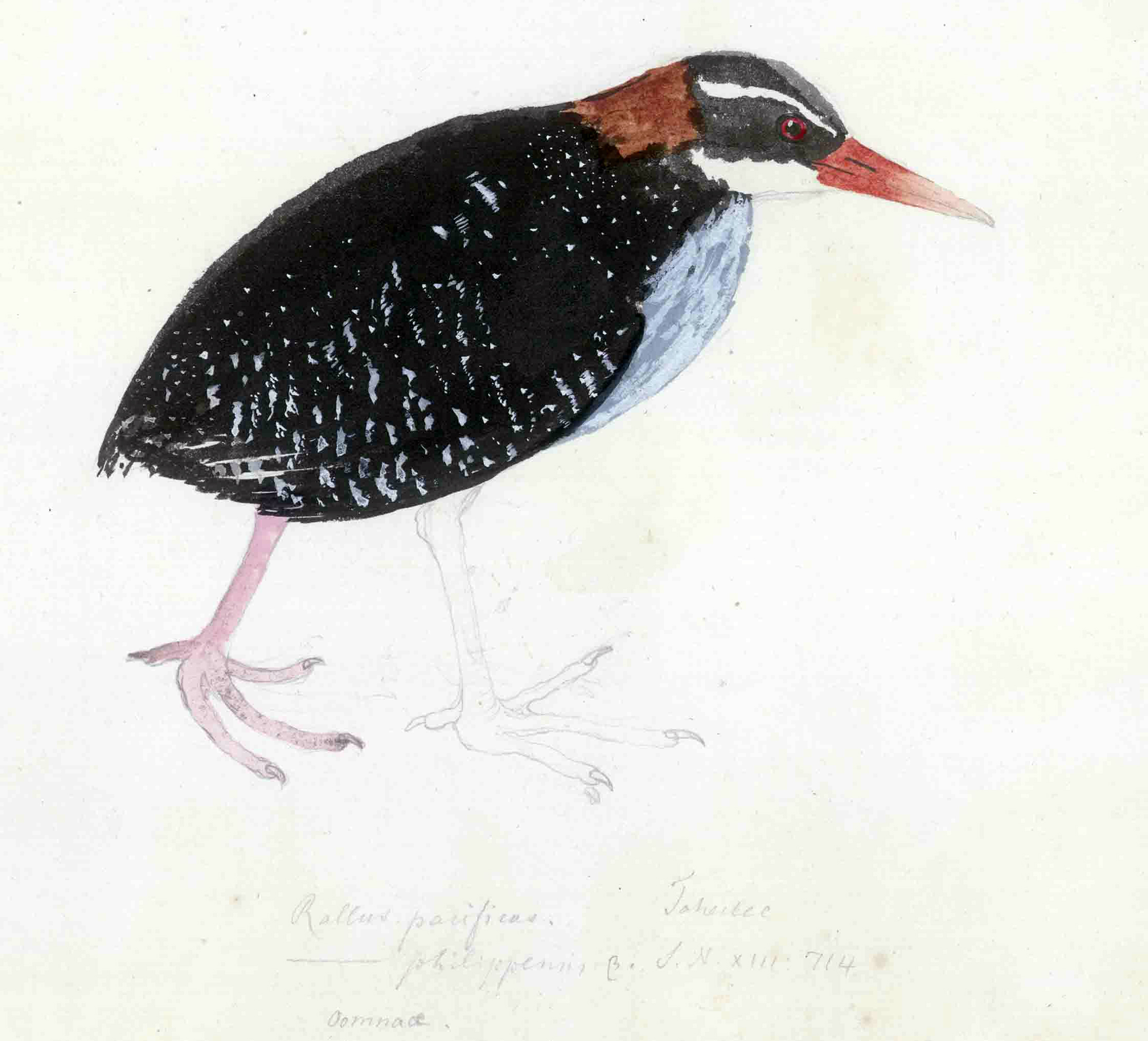